# Karen Vousden
Karen Heather Vousden, CBE (* 19. Juli 1957 in Gravesend) ist eine britische Krebsforscherin. Seit Juli 2016 ist sie als wissenschaftliche Leiterin von Cancer Research UK tätig.

## Werdegang
Karen Vousden studierte am Queen Mary College, wo sie 1978 ihren Bachelor of Science erhielt, ehe sie 1982 im Fachbereich Genetik zum Ph.D. promoviert wurde. Als Post-Doc war sie bis 1985 am Institute of Cancer Research in London tätig, ehe sie einen zweijährigen Forschungsaufenthalt am National Cancer Institute der Vereinigten Staaten in Bethesda, Maryland verbrachte. Im Anschluss kehrte sie nach London zurück, wo sie bis 1995 die Arbeitsgruppe „Humane Papillomviren“ am Ludwig Institute for Cancer Research leitete. 1995 wechselte Vousden erneut ans National Cancer Institute und hatte am Standort Frederick, Maryland bis 2002 mehrere leitende Positionen inne. Von 2002 bis 2016 war sie Direktorin des Beatson Institute for Cancer Research in Glasgow, womit auch eine Professur an der University of Glasgow verbunden war. Im Juli 2016 wurde sie als neue wissenschaftliche Leiterin von Cancer Research UK vorgestellt, der maßgeblichen Krebsforschungs-Institution des Vereinigten Königreichs. Forschen wird Vousden mit Beginn des Jahres 2017 am Francis Crick Institute in London.

## Wissenschaftliches Schaffen
Abgesehen von ihrer frühen Beschäftigung mit Humanen Papillomviren und deren Onkogenen befasst sich Vousden hauptsächlich mit dem Tumorsuppressor p53, insbesondere mit dessen Funktionsweise, dessen Regulation und den dabei benötigten Signalwegen. So entdeckte sie den p53 Upregulated Modulator of Apoptosis (PUMA), dessen Expression von p53 reguliert wird und der für die Vermittlung der Apoptose zuständig ist. Außerdem beschrieb sie das Protein MDM2 (Mouse Double Minute 2 Homolog), insbesondere wie dieses als Ubiquitin-Ligase p53 für das Proteasom markiert, um somit die p53-Level in der Zelle zu regulieren. Ein weiteres von ihrer Arbeitsgruppe entdecktes Protein, das ebenfalls an der p53-Regulation beteiligt ist, ist TIGAR (TP53-Inducible Glycolysis and Apoptosis Regulator).
Darüber hinaus war bzw. ist Vousden als Mitherausgeberin einer Reihe von Fachzeitschriften tätig, darunter Cancer Cell, Oncogene, Carcinogenesis, und The EMBO Journal.

## Ehrungen
2003 wurde Vousden in die Royal Society gewählt, ebenso wie ein Jahr später in die Royal Society of Edinburgh und die European Molecular Biology Organization (EMBO). Sie erhielt die Ehrendoktorwürden der University of London (2006) und der University of Strathclyde (2008) und wurde außerdem im Jahre 2010 zum Commander of the British Empire ernannt. Darüber hinaus wählte man sie 2013 in die Academia Europaea und die American Association for the Advancement of Science sowie 2016 in die American Academy of Arts and Sciences und 2018 in die National Academy of Sciences.